# عبد القادر كيوان
عبد القادر بن أحمد بن حسن كيوان (1876 - 24 يوليو 1920) (1293 - 9 ذي القعدة 1338) عالم مسلم وشاعر سوري وهو صاحب النشيد الوطني السوري نحن لا نرضى الحماية. ولد في بيروت من أسرة دمشقيّة، ونشأ في دمشق. ولّي الخطابة في الجامع الأموي في دمشق، وقُتل في يوم معركة ميسلون من الحروب السورية - الفرنسية ويعتبر شهيدًا عند المسلمين وبطلًا عند القوميين. 

## سيرته
ولد عبد القادر بن أحمد بن حسين بن سعيد آل كيوان الدمشقي سنة 1293 هـ/ 1876 م في بيروت (أو يقال في دمشق) ونشأ ببيروت ودمشق. تلقى تحصيله العلمي في مدارس دمشق، وألّم باللغات التركية والفرنسية والإنكليزية، وبرز ميوله للشعر والأدب. تولى خطابة في الجامع الأموي، وخلال ذلك أوقف وسجن في 30 يونيو 1916. 

وإبان الغزو الإيطالي لليبيا، دعا إلى الجهاد والإصلاح الاجتماعي، وزار بعض الدول الإسلامية ودعاهم «لتكون صفًا واحدًا ضد أعدائها». اشترك في معركة ميسلون من الحروب السورية - الفرنسية وقُتل أثنائها في يوم 9 ذي القعدة 1338/ 24 يوليو 1920. 